# Universe (nền tảng)
Universe (cách điệu là UNIVERSE; Hangul: 유니버스) là một ứng dụng di động và nền tảng của Hàn Quốc được tạo ra bởi nhà phát triển trò chơi điện tử quốc tế NCSoft và được vận hành bởi công ty con giải trí Klap.
Nền tảng giải trí K-pop toàn cầu đã tiết lộ tất cả 31 nghệ sĩ tham gia của mình từ ngày 12 tháng 11 năm 2020 đến ngày 23 tháng 9 năm 2022.

## Phát triển
Trước ngày ra mắt, Universe đã vượt qua 4 triệu người dùng đăng ký trước trên cả App Store và Google Play. Tính đến tháng 1 năm 2021, người hâm mộ K-pop từ 188 quốc gia trên thế giới bao gồm Hàn Quốc, Hoa Kỳ, Nhật Bản, Đài Loan, Indonesia và Brazil đã hoàn thành đăng ký trước với 80% người dùng này sống ở nước ngoài. Hai tháng sau khi ra mắt, Universe đã đạt được hơn 5 triệu lượt tải xuống toàn cầu với tổng số 692 nội dung độc quyền được phát hành.

## Nghệ sĩ
- IVE[4]
- Monsta X[5]
- The Boyz[6]
- Kang Daniel[7]
- (G)I-dle[8]
- Ateez[9]
- AB6IX[10]
- Astro[11]
- WJSN[12]
- CIX[13]
- Park Ji-hoon[14]
- Oh My Girl[15]
- Cravity[15]
- WEi[15]
- Brave Girls[16]
- Drippin[16]
- Young-jae (Got7)[17]
- Epex[17]
- Wonho[18]
- Weki Meki[18]
- Kwon Eun-bi[19]
- Ha Sung-woon[20]
- Yerin[21]
- Ghost9[22]
- Heo Young-ji[23]
- Kard[23]
- Jo Yu-ri[23]
- Lightsum[24]
- ViviZ[24]
- Kep1er[17]

## Universe Originals

### Series
- Kang Daniel – Agent Blackjack K (10 tập)[25]
- Monsta X – Area 51: The Code (10 tập)[26]
- Iz*One – Fantastic I*z: Hidden School (10 tập)[cần dẫn nguồn]

### Radio
- Kang Daniel – Kang Daniel Film Festival (7.25 MHz)[27]
- The Boyz – Star THE Bs D.D.D (12.06 MHz)[27]
- Monsta X – Smart Ones (5.14 MHz)[27]
- Park Jihoon – The Next Door (3.26 MHz)[27]
- Astro – Hot Topics! (2.23 MHz)[27]
- Iz*One – Oneiric Diary (10.29 MHz)[27]
- Ateez – The Clues (10.24 MHz)[27]
- (G)I-dle – Not That Close (5.02 MHz)[27]
- WJSN – Universe War (2.25 MHz)[27]
- AB6IX – Care to Join? (5.22 MHz)[27]
- CIX – Seeds of Temptation (7.23 MHz)[27]

## Universe Music
Tất cả các nghệ sĩ đã tham gia Universe sẽ tham gia vào chuỗi chương trình "Universe Music", với nhiều nội dung khác nhau bao gồm các video âm nhạc được phát hành mỗi tháng.
- Iz*One – "D-D-Dance" (26 tháng 1, 2021)[29][b]
- Sumi Jo và Rain – "Guardians (Universe)" (9 tháng 2, 2021), với tư cách là bài hát chủ đề của Universe.[30][c]
- Park Ji-hoon hợp tác với Lee Hi – "Call U Up (Prod. Primary)" (3 tháng 3, 2021)[31][b]
- (G)I-dle – "Last Dance (Prod. GroovyRoom)" (29 tháng 4, 2021)[32][c]
- Kang Daniel hợp tác với Loco – "Outerspace" (13 tháng 5, 2021)[33][c]
- AB6IX – "Gemini" (24 tháng 5, 2021)[34][c]
- CIX – "Tesseract (Prod. Hui, Minit)" (1 tháng 7, 2021)[35][b]
- The Boyz – "Drink It" (11 tháng 7, 2021)[36][b]
- Monsta X – "Kiss or Death" (26 tháng 7, 2021)[37][b]
- Astro – "Alive" (2 tháng 9, 2021)[38]
- WJSN – "Let Me In" (23 tháng 9, 2021)[39]
- WEi – "Starry Night (Prod. Dress)" (1 tháng 10, 2021)[40]
- Kep1er[17] – "Sugar Rush" (23 tháng 9, 2022)

## Buổi hòa nhạc
| Ngày             | Tên     | Địa điểm   | Nghệ sĩ biểu diễn                                                                                           | Người tham dự | Nguồn  |
| ---------------- | ------- | ---------- | --- | ------------- | ------ |
| 14 tháng 2, 2021 | UNI-KON | Trực tuyến | AB6IX Astro Ateez CIX Cravity (G)I-dle Iz*One Kang Daniel Monsta X Oh My Girl Park Jihoon The Boyz WEi WJSN | 2,600,000     | [ 41 ] |